# Gravity Probe B
Gravity Probe B és un satèl·lit artificial desenvolupat per la NASA i la Universitat Stanford per comprovar dues prediccions de la teoria general de la relativitat d'Albert Einstein. Va ser llançat el 20 d'abril de 2004 per un coet Delta des de la Vandenberg Air Force Base, que va obtenir resultats reeixits que van ser presentats els primers de maig de 2011.
El satèl·lit, que orbita a 650 km d'altura en una òrbita polar, porta quatre petits  giroscopis continguts en un vas Dewar de 1500 litres de capacitat i refredat amb heli líquid a 1,8 Kelvin, el desplaçament serà mesurat amb una precisió sense precedents per detectar petits canvis en la direcció de gir. Aquests petits canvis serien deguts a la manera en què l'espaitemps és distorsionat per la massa i el gir de la Terra.
Els giroscopis van ser construïts a partir d'esferes de quars recobertes de niobi, que a les temperatures de l'heli líquid es torna superconductor, que permet que els giroscopis puguin ser suspesos elèctricament. Els canvis en l'eix de rotació dels giroscopis (que giren a 10.000 revolucions per minut) són mesurats per magnetòmetres ultrasensibles.
La nau s'estabilitza per rotació (entre 0,1 i 1 revolucions per minut). Els propulsors de posició s'alimenten de l'heli que refreda el vas Dewar.

## Resultats reeixits
Al maig de 2011 l'Administració Nacional d'Aeronàutica i de l'Espai dels Estats Units, NASA, va informar que la missió Gravity Probe B va poder confirmar les dues prediccions clau derivades de la teoria general de la relativitat per la qual cosa havia estat dissenyada la nau. Al seu torn la Universitat Stanford va informar que després de trenta-un anys d'investigacions, deu anys de preparatius, un any i mig de vol i cinc anys d'anàlisi de dades; el grup encarregat del projecte va arribar als resultats finals de la prova que marca una fita en la teoria formulada per Albert Einstein el 1916.